# Scuticaria tigrina
 Scuticaria tigrina és una espècie de peix de la família dels murènids i de l'ordre dels anguil·liformes.

## Morfologia
Els mascles poden assolir els 120 cm de longitud total.

## Distribució geogràfica
Es troba des de l'Àfrica oriental fins a les Illes de la Societat, les Filipines, Taiwan i les Hawaii. També a Mèxic (incloent-hi les Illes Revillagigedo), Costa Rica i Panamà.